# 姜立夫
姜立夫（1890年7月4日—1978年2月3日），譜名培珦，學名蔣佐，字立夫，以字行，中央研究院院士，浙江平陽（今龙港市麟头村）人，中國數學家。他的主要研究範疇為圓素幾何與矩陣理論。學生有江澤涵、陳省身、劉晉年、孫本旺和申又棖等。

## 生平
1907年入讀新式學堂杭州府学堂。1910年清政府遊美學務處招考留學生。1911年8月赴美國。1915年5月獲加州大學理學士學位，不久後在哈佛大學攻讀。1919年獲博士學位，其論文為The Geometry of Non－Euclidean Line Sphere Transformatinon（《非歐幾里得空間直線球面變換法》）。10月，為了照顧侄兒而回國。
1920年，在南開大學創辦算學系。最初算學系只有他一個老師，被說是「一人系」。他的教學十分嚴格。1934年曾到漢堡大學和哥廷根大學進修。抗戰期間任教於西南聯大，兼為新數學學會主席。1940年起负责筹备数学所，1947年中央研究院数学所成立，为第一任所长。1948年，當選為中央研究院第一屆院士。1949年4月，將數學所圖書館收藏的全部圖書搬遷到台灣，四六事件爆發後，1949年中，应陈序经之邀任嶺南大學數學系系主任。1950年代，嶺南大學併入中山大學後於中山大學任教。他參與了《算学名词汇编》和《数学名词》此兩書的編輯。在中山大學期間主持了外國數學教科書的翻譯工作。
文革期间，姜立夫蒙受迫害，结束后已心力衰竭，于1978年因心力衰竭病逝于广州，享年87岁。

## 家庭
其子姜伯驹是北京大学数学系教授。